# رولاند (أوكلاهوما)
رولاند (بالإنجليزية: Roland town, Oklahoma)‏ هي بلدة تقع بولاية أوكلاهوما في الولايات المتحدة. تبلغ مساحتها 7.81 كم2، وترتفع عن سطح البحر 147 م، بلغ عدد سكانها 3,169 نسمة في عام 2010 حسب إحصاء مكتب تعداد الولايات المتحدة وتصل الكثافة السكانية فيها 405.8 نسمة لكل كيلومتر مربع (1,051.0/ميل2).

## التركيبة السكانية
حدّد مكتب تعداد الولايات المتحدة بيانات التركيبة السكانية لرولاند في تعداد الولايات المتحدة. في ما يلي، التركيبة السكانية حسب تعدادي 2000 و2010.

### تعداد عام 2000
بلغ عدد سكان رولاند 2,842 نسمة بحسب تعداد عام 2000، وبلغ عدد الأسر 1,055 أسرة وعدد العائلات 815 عائلة مقيمة في البلدة. في حين سجلت الكثافة السكانية 363.9 نسمة لكل كيلومتر مربع (942.5/ميل2). وبلغ عدد الوحدات السكنية 1,132 وحدة بمتوسط كثافة قدره 144.9 لكل كيلومتر مربع (375.3/ميل2).
وتوزع التركيب العرقي للبلدة بنسبة 73.89% من البيض و4.57% من الأمريكيين الأفارقة و11.22% من الأمريكيين الأصليين و0.14% من الأمريكيين ذوي الأصول الآسيوية و0.04% من سكان جزر المحيط الهادئ و0.77% من الأعراق الأخرى و9.36% من عرقين مختلطين أو أكثر و3.10% من الهسبانيون أو اللاتينيون من أي عرق.
بلغ عدد الأسر 1,055 أسرة كانت نسبة 46.1% منها لديها أطفال تحت سن الثامنة عشر تعيش معهم، وبلغت نسبة الأزواج القاطنين مع بعضهم البعض 56.8% من أصل المجموع الكلي للأسر، ونسبة 17.2% من الأسر كان لديها معيلات من الإناث دون وجود شريك، بينما كانت نسبة 3.3% من الأسر لديها معيلون من الذكور دون وجود شريكة وكانت نسبة 22.7% من غير العائلات. تألفت نسبة 19.5% من أصل جميع الأسر من عدة أفراد يعيشون في نفس المنزل ونسبة 8.9% كانت تتألف من شخص يعيش بمفرده يبلغ من العمر 65 عاماً أو أكثر. وبلغ متوسط حجم الأسرة المعيشية 2.69، أما متوسط حجم العائلات فبلغ 3.09.
بلغ العمر الوسطي للسكان 31.3 عاماً. وكانت نسبة 31.5% من القاطنين تحت سن الثامنة عشر، وكانت نسبة 9.5% بين الثامنة عشر والرابعة والعشرين عاماً، ونسبة 29% كانت واقعةً في الفئة العمرية ما بين الخامسة والعشرين والرابعة والأربعين عاماً، ونسبة 19.6% كانت ما بين الخامسة والأربعين والرابعة والستين، ونسبة 10.4% كانت ضمن فئة الخامسة والستين عاماً فما فوق. يوجد لكل 100 أنثى 90.0 ذكر، ويوجد لكل 100 أنثى في الثامنة عشر من عمرها فما فوق 85.1 ذكر.
بلغ متوسط دخل الأسرة في البلدة 29,015 دولارًا، أما متوسط دخل العائلة فبلغ 32,863 دولارًا. وكان متوسط دخل الذكور 26,294 دولارًا مقابل 19,779 دولارًا للإناث. وسجل دخل الفرد الخاص بالبلدة 13,410 دولارًا. وكانت نسبة 16.9% من العائلات ونسبة 20.9% من السكان تحت خط الفقر، وكان من هؤلاء نسبة 27.2% تحت سن الثامنة عشر ونسبة 13.3% في الخامسة والستين من العمر وما فوق.

### تعداد عام 2010
بلغ عدد سكان رولاند 3,169 نسمة بحسب تعداد عام 2010، وبلغ عدد الأسر 1,203 أسرة وعدد العائلات 828 عائلة مقيمة في البلدة. في حين سجلت الكثافة السكانية 405.8 نسمة لكل كيلومتر مربع (1,051.0/ميل2). وبلغ عدد الوحدات السكنية 1,329 وحدة بمتوسط كثافة قدره 170.2 لكل كيلومتر مربع (440.8/ميل2).
وتوزع التركيب العرقي للبلدة بنسبة 72.77% من البيض و5.14% من الأمريكيين الأفارقة و11.80% من الأمريكيين الأصليين و0.19% من الأمريكيين ذوي الأصول الآسيوية و1.42% من الأعراق الأخرى و8.68% من عرقين مختلطين أو أكثر و4.23% من الهسبانيون أو اللاتينيون من أي عرق.
بلغ عدد الأسر 1,203 أسرة كانت نسبة 40.7% منها لديها أطفال تحت سن الثامنة عشر تعيش معهم، وبلغت نسبة الأزواج القاطنين مع بعضهم البعض 45.3% من أصل المجموع الكلي للأسر، ونسبة 17.6% من الأسر كان لديها معيلات من الإناث دون وجود شريك، بينما كانت نسبة 5.9% من الأسر لديها معيلون من الذكور دون وجود شريكة وكانت نسبة 31.2% من غير العائلات. تألفت نسبة 27.1% من أصل جميع الأسر من عدة أفراد يعيشون في نفس المنزل ونسبة 9.8% كانت تتألف من شخص يعيش بمفرده يبلغ من العمر 65 عاماً أو أكثر. وبلغ متوسط حجم الأسرة المعيشية 2.58، أما متوسط حجم العائلات فبلغ 3.12.
بلغ العمر الوسطي للسكان 34.0 عاماً. وكانت نسبة 29.4% من القاطنين تحت سن الثامنة عشر، وكانت نسبة 8.2% بين الثامنة عشر والرابعة والعشرين عاماً، ونسبة 26.9% كانت واقعةً في الفئة العمرية ما بين الخامسة والعشرين والرابعة والأربعين عاماً، ونسبة 22.4% كانت ما بين الخامسة والأربعين والرابعة والستين، ونسبة 13.1% كانت ضمن فئة الخامسة والستين عاماً فما فوق. وتوزع التركيب الجنسي للسكان بنسبة 47.6% ذكور و52.4% إناث.